# Дієго Рубіо
Дієго Рубіо (ісп. Diego Rubio, нар. 15 травня 1993, Сантьяго) — чилійський футболіст, нападник американського «Спортінга Канзас-Сіті» та національної збірної Чилі.

## Кар'єра
Дієго Рубіо почав кар'єру у футбольній школі клубу «Універсідад Католіка». Коли йому було 14 років, він перейшов у футбольну школу іншого клубу, «Коло-Коло», за який вболівав з дитинства. На наступний рік після переходу у футбольну школу, Рубіо був переведений в молодіжний склад «Коло-Коло». Там він виступав аж до січня 2011 року, коли Дієго був узятий в основний склад команди. Його дебют відбувся в товариському матчі з клубом «Депортес Ла-Серена», де він вийшов у стартовому складі. А в іншій товариській зустрічі, з клубом «Уніон Еспаньйола», Рубіо забив два своїх перших м'ячі за клуб. 14 лютого 2011 року Рубіо зіграв свій перший офіційний матч у складі «Коло-Коло»: у рамках чемпіонату країни його команда зустрічалася з «Уніон Сан-Феліпе»; зустріч завершилася поразкою «Коло-Коло» з рахунком 0:2, а Дієго, який вийшов на поле на 84 хвилині зустрічі не зміг якось допомогти своїй команді. В Кубку Лібертадорес Рубіо провів свій перший матч з бразильським «Сантусом». У цій же зустрічі він забив перший гол в офіційних змаганнях, однак і тут його команда зазнала поразки, програвши з рахунком 2:3. 19 квітня в матчі з «Ла-Сереною» Дієго забив два своїх перших голи в чемпіонаті, принісши перемогу своїй команді з рахунком 4:1. А потім форвард зробив «дубль» у матчі Кубка Лібертадорес з «Депортіво Тачирою», при чому обидва його голи принесли перемогу команді з рахунком 2:1.
5 липня 2011 року Рубіо підписав 5-річний контракт з лісабонським «Спортінгом». У першій же зустрічі за клуб, товариському матчі з «Пресікавом», Рубіо забив гол; зустріч його команда виграла 8:0. 13 серпня він дебютував у складі «Спортінга» в офіційному матчі, в рамках розіграшу чемпіонату Португалії з «Порту», в якому його команда програла 0:2. 22 квітня 2012 він забив перший м'яч за клуб, вразивши ворота «Насьонал».
Проте закріпитися в лісабонському клубі молодий чилієць не зумів і сезон 2012/2013 провів за дубль у другому дивізіоні. Влітку 2013 року на правах оренди на сезон перейшов до складу румунського клубу «Пандурій», проте не закріпився в команді і вже на початку наступного року був відданий в оренду в норвезький «Саннес Ульф», де провів весь наступний рік. Після цього першу половину 2015 року знову провів на дублі «Спортінга».
31 серпня 2015 року перейшов в іспанський «Реал Вальядолід», підписавши чотирирічний контракт. До кінця року встиг відіграти за вальядолідський клуб 13 матчів в Сегунді. 
8 березня 2016 року на правах оренди на сезон був відданий в американський «Спортінг Канзас-Сіті» з МЛС.

## Міжнародна кар'єра
31 травня 2011 Рубіо був викликаний Клаудіо Боргі до складу збірної Чилі, як один з можливих учасників Кубка Америки. 23 червня він дебютував в останньому перед Кубком матчі з Парагваєм, але на сам турнір не потрапив.
Наразі провів у формі головної команди країни три матчі.

## Приватне життя
Дієго — син Уго Рубіо, колишнього гравця збірної Чилі, а потім футбольного агента. Два інших сина Уго, Едуардо та Матіас також є професійними футболістами. Хрещеним батьком Дієго є один з найвідоміших чилійських футболістів — Іван Саморано.